# 高柳新
高柳 新（たかやなぎ あらた、1939年-2024年）は日本の医師、社会運動家、専門は内科。全日本民主医療機関連合会名誉会長。
東京都出身。1967年東京医科歯科大学卒業。元城南福祉医療協会大田病院院長。東京民主医療機関連合会副会長、全日本民主医療機関連合会会長を歴任。1989年、第15回参議院議員通常選挙に日本共産党から立候補した経験がある。

## 主な著書
- 『現代をみつめる医者の眼』（同時代社、1989年） 石田一宏との共著
- 『診療所、ふんばる』（1994年、同時代社）
- 『人の情けは医のこころ』（ 『(いつでも元気』連載より 新日本出版社、1998年ISBN 978-4-406-02576-8）
- 『介護保険時代と非営利・協同―これまでとこれから』（1999年、同時代社） 増子忠道との共著
- 『看護大好き、人間大好き』（2003年、かもがわ出版) 三上満、川島みどりとの共著
- 『父の親指』（『いつでも元気』連載より 新日本出版社 2003年 ISBN 978-4-406-03022-9）
- 『ふんばる医者の眼』（『いつでも元気』連載より 新日本出版社 2009年 ISBN 978-4-406-05223-8）

## 連載
- 「高柳新の世相診断＆処方」、隔月刊『社会保障』（あけび書房）